# Croton microstachys
Espèce
Croton microstachys est une espèce de plantes à fleurs du genre Croton et de la famille des Euphorbiaceae présente au Brésil (Rio de Janeiro).
Il a pour synonyme :
- Oxydectes microstachys, (Baill.) Kuntze